# Šlajmerjev park
Šlajmerjev park leži med Zaloško cesto in Šlajmerjevo ulico v Ljubljani ob ljubljanski porodnišnici. Poimenovan je po kirurgu Edu Šlajmerju. Ima trikotni tloris, geometrijsko zasnovo poudarjajo simetrično zasajena drevesa. Urejen je bil leta 1933 po načrtu Jožeta Plečnika, zato spada med spomenike državnega pomena.
V parku je do marca 2013 stal kip Eda Šlajmerja, ki ga je leta 1939 ustvaril kipar Zdenko Kalin.  Kip je stal na pravokotnem podstavku in je bil visok skoraj en meter, zasnoval ga je arhitekt Ivo Spinčič. Marca 2013 so kip ukradli.